# Дисилицид ванадия
Дисилицид ванадия — бинарное неорганическое соединение металла ванадия и кремния с формулой VSi2, кристаллы, не растворимые в воде.

## Получение
- Взаимодействие сильные чистых углеродов при нагревании:

{\displaystyle {\mathsf {V+2Si\ {\xrightarrow {T}}\ VSi_{2}}}}

## Физические свойства
Дисилицид ванадия образует металлоподобные блестящие призмы, не растворимые в воде.